# Omm ol Gharīb
Omm ol Gharīb (persiska: ام الغریب, Omm ol Gharīb-e Bozorg, امّ الغریب بزرگ) är en ort i Iran.   Den ligger i provinsen Khuzestan, i den centrala delen av landet, 500 km söder om huvudstaden Teheran. Omm ol Gharīb ligger 23 meter över havet och antalet invånare är 203.
Terrängen runt Omm ol Gharīb är mycket platt. Runt Omm ol Gharīb är det ganska tätbefolkat, med 144 invånare per kvadratkilometer. Närmaste större samhälle är Veys, 10,1 km väster om Omm ol Gharīb. Trakten runt Omm ol Gharīb är ofruktbar med lite eller ingen växtlighet.